# Charles-Pierre Denonvilliers
Charles-Pierre Denonvilliers (Parigi, 4 febbraio 1808 – 5 luglio 1872) è stato un medico francese.
Ricevette il dottorato nel 1837 e fu poi professore di chirurgia e anatomia a Parigi.
Fu uno dei pionieri nella ricostruzione facciale chirurgica. Nel 1856 scoprì la Z-plasty contro l'ectronion.
Fornì inoltre la prima descrizione della fascia rectoprostatica, chiamata anche Fascia di Denonvilliers e del legamento puboprostatico, detto anche Legamento di Denonvilliers.